# Märstetten
Märstetten est une commune suisse du canton de Thurgovie, située dans le district de Weinfelden.

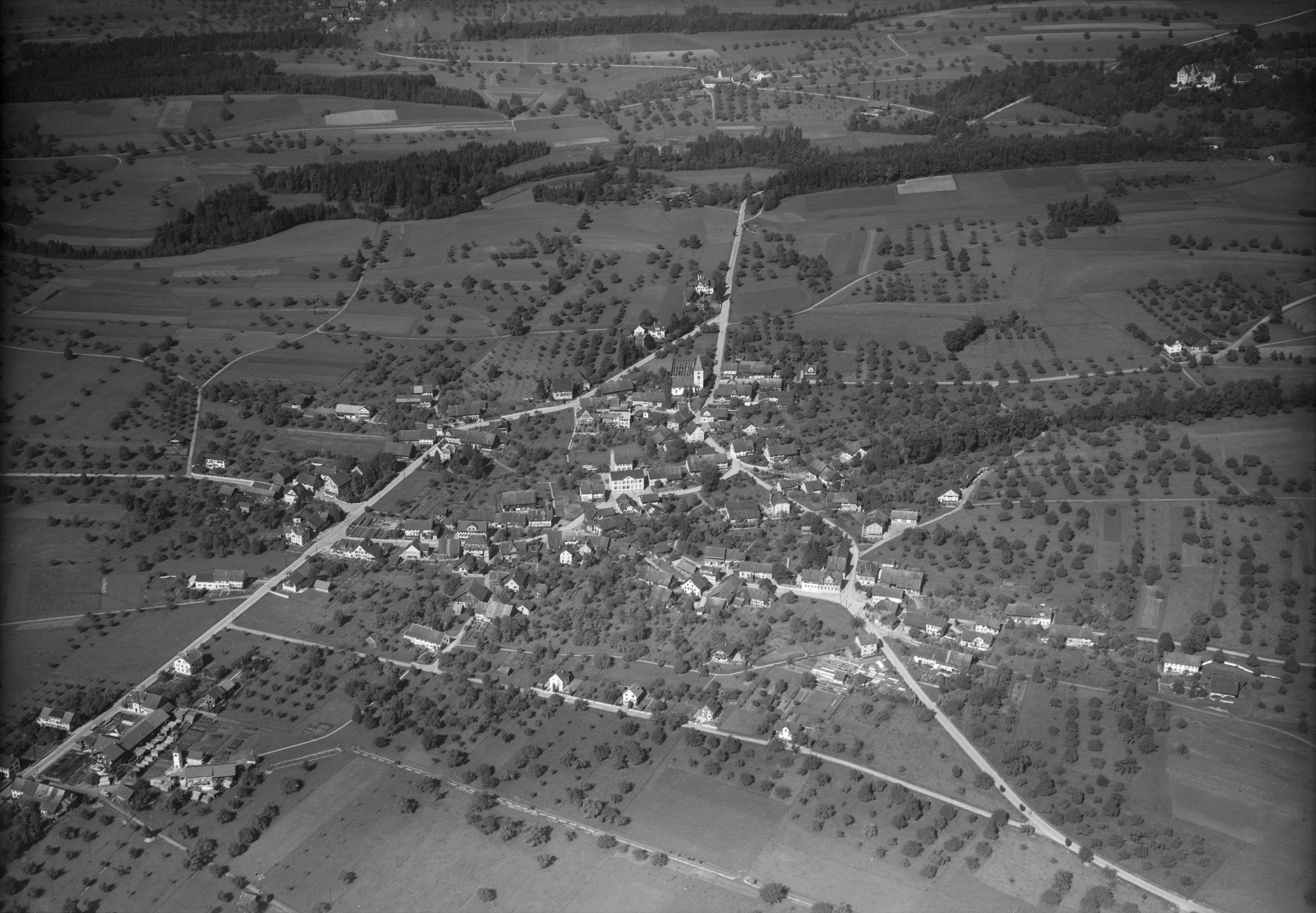
Photo aérienne (1949).

## Personnalités
- Heidi Diethelm Gerber, tireuse.